# Kastenbeins sättmaskin

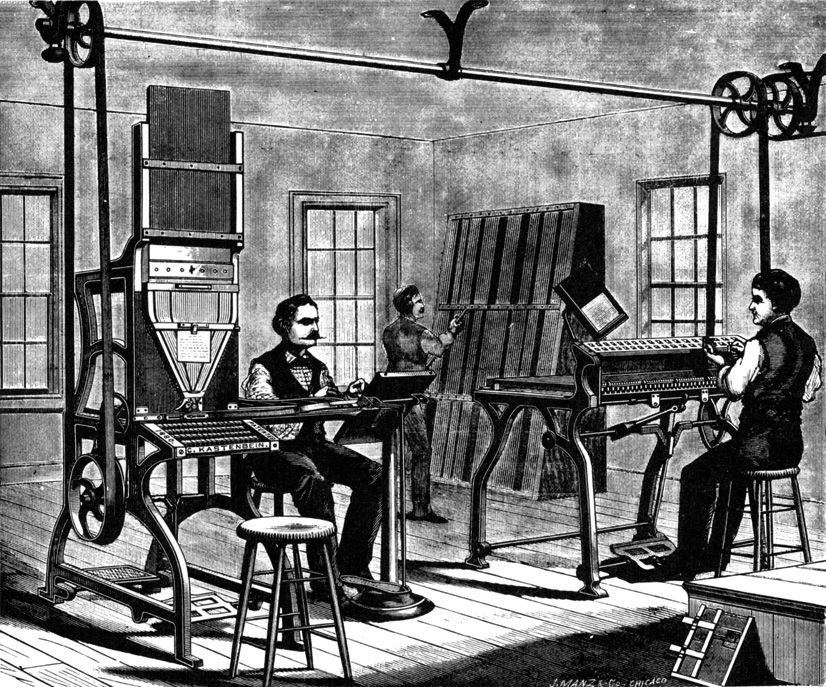
Kastenbeins sättmaskin

Kastenbeins sättmaskin var en sättmaskin som uppfanns av Charles Kastenbein (ursprungligen Karl Kastenbein).
Modellen uppfanns ursprungligen av en okänd fransk sättare, med vilken Kastenbein var bekant. Då fransmannen avled tog Kastenbein, som vid den här tiden var verksam som bokbindare i Paris, över den ofullbordade maskinen. Understödd av John Walter III, ägaren till London Times, fortsatte Kastenbein utveckla maskinen och fick 1869 engelskt patent. 
Sättmaskinen förvarade typerna i lodräta magasin som närmast påminde om orgelpipor. Då sättaren tryckte på en knapp på maskinens tangentbord trillade typen ned och lades i en samlingsskena som sedan hämtades av en ombrytare för vidare hantering. Maskinen kunde antingen manövreras manuellt genom en pedal, eller med hjälp av ångdrift.
Kastenbein utvecklade också en maskin som kunde lägga av typer. Den bestod av en samlingsskena med små trattar under de många facken. Efter avläggningen lades typerna i dessa fack och de kunde på så sätt hamna i rätt läge i magasinet. Med denna maskin kunde man sätta 7000-8000 tecken per timme, betydligt mer än vid sättning för hand. Emellertid krävdes fyra man för att betjäna maskinen; sättare, ombrytare, avläggare och magasinpåfyllare. En så stor personalåtgång uppvägde inte den tidsbesparing man kunde göra. 
Kastenbeins sättmasking började tillverkas i Bryssel, där man byggt en ny fabrik för ändamålet. År 1883 flyttade man emellertid produktionen till Hannover. De första maskinerna beställdes av London Times som hade 25 maskiner i drift fram till 1908 och där gjutmaskiner kontinuerligt göt nya typer. De begagnade typerna såldes till handsätterier. 
Maskinerna såldes även i USA och i Europa, till exempel hos C. Ferslews boktryckeri i Köpenhamn, hos tidningen Dresdner Nachrichten i Dresden och hos Berliner Reichsdruckerei i Berlin.

### Översättning
Den här artikeln är helt eller delvis baserad på material från tyskspråkiga Wikipedia.